# وباء فيروس كورونا في ولاية أوهايو الأمريكية 2020
تأثرت ولاية أوهايو الأمريكية بالوباء الفيروسي لمرض فيروس كورونا 2019 (كوفيد-19). بناءً على نصيحة من مديرة وزارة الصحة في ولاية أوهايو، أيمي أكتون، أعلن الحاكم مايك دي واين حالة الطوارئ في 9 مارس عندما لم يكن لدى الولاية سوى ثلاث حالات مؤكدة ولم تحدث حالات وفاة. أصدر أكتون أمر البقاء في المنزل اعتبارًا من 23 مارس.
تم الإبلاغ عن حالات أوهايو الأولى في 9 مارس، وتم الإبلاغ عن أول حالة وفاة في 19 مارس. وأظهرت الاختبارات اللاحقة حالات تبدأ في 15 فبراير والموت الأول في 17 مارس. بحلول 23 أبريل، كان لدى أوهايو 656 حالة وفاة.
في 27 مارس، توقع أكتون أن تصل حالات أوهايو إلى ذروتها في منتصف مايو عند 10000 اصابة في اليوم. بحلول الأسبوع الأول من أبريل، ونسبت امتثال أوهايو لطلبات التباعد الاجتماعي، كانت قد عدلت العرض إلى منتصف إلى أواخر أبريل أو أوائل مايو. في 8 أبريل، قال أكتون أن فعالية الابتعاد الجسدي التي يتم دمجها أدت إلى إسقاط منقذ لذروة جديدة من 1600 حالة جديدة في اليوم في أواخر أبريل. في 14 أبريل، قامت بمراجعة الإسقاط إلى الذروة في 19 أبريل.
في 16 أبريل، أعلن دي واين أن ولاية أوهايو ستبدأ إعادة فتح الاغلاق في 1 مايو. في 20 أبريل، بعد إجراء اختبار شامل في السجون، قال أكتون إن نتائج اختبار السجن تشير إلى أن ما يصل إلى 70 ٪ من الحالات قد تكون بدون أعراض.

## خلفية
في 12 يناير 2020، أكدت منظمة الصحة العالمية عن ظهور فيروس كورونا المستجد كسبب للمرض التنفسي الذي أصاب مجموعة من الأشخاص في مدينة ووهان، مقاطعة خوبي، الصين، إذ أُبلغ عنهم إلى منظمة الصحة العالمية في 31 ديسمبر 2019. كانت نسبة الوفيات بين الحالات المُشخصة بكوفيد-19 أقل بكثير من جائحة فيروس سارس في عام 2003، لكن انتقال العدوى كان أكبر، والوفيات أيضًا.

## انتشار الفيروس

حالات كورونا في ولاية أوهايو من 9 مارس 2020 – 4 أبريل 2020
>100 confirmed cases

حالات الاصابة في فيروس كورونا لكل 100 ألف من السكان، متوسط الولاية للساكان هو 129.4
>2000 per 100,000
200.1 to 2000 per 100,000
130.1 to 200 per 100,000
75.1 to 130 per 100,000
50.1 to 75 per 100,000
30.1 to 50 per 100,000
15.1 to 30 per 100,000
4 to 15 per 100,000

في 9 مارس، أبلغ الحاكم مايك دي واين عن الحالات الثلاث الأولى في ولاية أوهايو في مقاطعة كوياهوغا، وهما زوجان عادا من رحلة نهر النيل، ورجل عاد من مؤتمر سنوي في واشنطن العاصمة حيث تم الإبلاغ عن حالات أخرى من فيروس كورونا. بعد ذلك بيومين، أكد دي واين في مقاطعة ستارك وجود حالة رابعة، والحالة الأولى للانتشار في المجتمع. أظهرت الاختبارات اللاحقة أن الحالة الأولى كانت يوم 15 فبراير.
بحلول 13 مارس، كان هناك ما مجموعته 13 حالة، مع 159 حالة أخرى تحت الملاحظة.  في غضون أسبوع تم الإعلان عن الوفاة الأولى. توفي مارك واجنر، الأب، وهو محامٍ بارز في توليدو وصديق لـ دي واين، في 19 مارس. أظهرت الاختبارات اللاحقة أن الوفاة الأولى لفيروس كورونا كانت في 17 مارس. 
بحلول 23 مارس، كانت هناك 442 حالة تراكمية لـكوفيد-19، أدت 6 منها إلى الوفاة. بحلول 5 أبريل، كان هناك 4043 حالة، و 1104 حالات دخول للمستشفيات بما في ذلك 346 حالة دخول إلى وحدة العناية المركزة، و 119 حالة وفاة. حتى 9 أبريل / نيسان، كانت 20 في المئة من الحالات تشمل العاملين في مجال الرعاية الصحية. بحلول 13 أبريل، كان هناك 6975 حالة، و 2033 حالة دخول للمستشفيات بما في ذلك 613 حالة دخول إلى وحدة العناية المركزة، و 274 حالة وفاة.   في 14 أبريل، سجلت أوهايو 50 حالة وفاة إضافية ليصبح المجموع 324.
بحلول 23 أبريل، كان لدى أوهايو 14,694 حالة، و 2960 حالة دخول للمستشفيات بما في ذلك 900 وحدة من وحدات العناية المركزة، و 656 حالة وفاة.  من بين المقاطعات الـ 88 في أوهايو، كان لدى 87 حالة واحدة على الأقل. 
| المقاطعة   | الحالات | في المشفى. | حالات الوفاة |
| ---------- | ------- | ---------- | ------------ |
| آدمز       | 4       | 0          | 0            |
| ألين       | 108     | 42         | 15           |
| آشلاند     | 5       | 1          | 0            |
| أشتابولا   | 103     | 18         | 8            |
| أثينز      | 3       | 1          | 1            |
| أوغلايز    | 29      | 8          | 3            |
| بلمونت     | 98      | 14         | 6            |
| بروان      | 11      | 2          | 1            |
| بتلر       | 208     | 63         | 4            |
| كارول      | 19      | 6          | 1            |
| تشامباين   | 8       | 2          | 1            |
| كلارك      | 30      | 9          | 1            |
| كليرمونت   | 77      | 21         | 2            |
| كلينتون    | 27      | 6          | 0            |
| كولومبيانا | 214     | 91         | 18           |
| كوشوكتن    | 16      | 3          | 0            |
| كرافورد    | 38      | 2          | 0            |
| كاياهوغا   | 1,817   | 498        | 91           |
| دارك       | 74      | 14         | 12           |
| ديفيانس    | 18      | 9          | 1            |
| ديلاوير    | 137     | 19         | 3            |
| ايري       | 44      | 12         | 3            |
| فيرفيلد    | 108     | 24         | 2            |
| فييت       | 13      | 0          | 0            |
| فرانكلين   | 1,768   | 278        | 48           |
| فولتن      | 18      | 5          | 0            |
| غاليا      | 6       | 3          | 1            |
| غياوغا     | 126     | 25         | 9            |
| غرين       | 40      | 9          | 3            |
| غرينزي     | 15      | 1          | 0            |
| هاملتون    | 932     | 225        | 51           |
| هانكوك     | 34      | 8          | 1            |
| هاردن      | 21      | 2          | 0            |
| هاريسون    | 2       | 0          | 0            |
| هنري       | 4       | 1          | 0            |
| هايلاند    | 8       | 2          | 0            |
| هوكنغ      | 6       | 2          | 1            |
| هولمز      | 5       | 2          | 1            |
| هورون      | 25      | 5          | 1            |
| جاكسون     | 4       | 1          | 0            |
| جفرسون     | 33      | 8          | 1            |
| نوكس       | 15      | 5          | 1            |
| ليك        | 154     | 48         | 7            |
| لورنس      | 22      | 4          | 0            |
| ليكينغ     | 105     | 22         | 4            |
| لوغان      | 16      | 2          | 0            |
| لورين      | 366     | 70         | 19           |
| لوكاس      | 985     | 365        | 58           |
| ماديسون    | 47      | 8          | 3            |
| ماهوننغ    | 688     | 221        | 65           |
| ماريون     | 2,169   | 26         | 4            |
| مدينا      | 149     | 42         | 13           |
| ميغز       | 2       | 0          | 0            |
| مرسر       | 16      | 4          | 1            |
| ميامي      | 134     | 48         | 24           |
| منرو       | 2       | 2          | 0            |
| منتغامري   | 251     | 81         | 9            |
| مورغان     | 4       | 0          | 0            |
| مورو       | 26      | 4          | 0            |
| مسكنغم     | 12      | 4          | 0            |
| نوبل       | 4       | 2          | 0            |
| أوتاوا     | 35      | 11         | 0            |
| بولدينغ    | 8       | 3          | 0            |
| بيري       | 12      | 5          | 0            |
| بيكاواي    | 1,659   | 37         | 5            |
| بايك       | 2       | 0          | 0            |
| بورتج      | 213     | 55         | 31           |
| بريبل      | 25      | 5          | 1            |
| بتنام      | 49      | 8          | 4            |
| رتشلاند    | 73      | 20         | 1            |
| روس        | 35      | 8          | 1            |
| ساندسكي    | 20      | 7          | 2            |
| سيوتو      | 6       | 0          | 0            |
| سنيكا      | 12      | 5          | 1            |
| شلبي       | 30      | 12         | 0            |
| ستارك      | 294     | 71         | 34           |
| ساميت      | 460     | 193        | 35           |
| ترمبول     | 278     | 105        | 23           |
| تسكاراواس  | 42      | 7          | 0            |
| يونيون     | 17      | 2          | 0            |
| فان ويرت   | 3       | 1          | 0            |
| فنتون      | 0       | 0          | 0            |
| وارن       | 128     | 22         | 10           |
| واشنطن     | 80      | 11         | 8            |
| وين        | 91      | 17         | 18           |
| وليامز     | 28      | 4          | 1            |
| وود        | 122     | 41         | 15           |
| وايندوت    | 24      | 3          | 2            |
| المجموع    | 15,169  | 3,053      | 690          |

## رد الحكومة
كان الحاكم دي واين واحدًا من أوائل حكام الولايات الذين "أطلقوا جرس الإنذار" بشأن تهديد الفيروس، واتخذوا إجراءات قبل أن يكون لدى أوهايو العديد من الحالات المؤكدة. ووصفه أكسيوس بأنه "من بين كبار الحكام في البلاد دقوا ناقوس الخطر بشأن خطر الفيروس. وصفت صحيفة واشنطن بوست رده ورد أكتون بأنه "دليل وطني للأزمة" و "كتب التوصيات"  مشيرة إلى مناسبات عديدة عندما سرعان ما تبعتها ولابات أخرى التحركات التي اتخذتها أوهايو. وقال هيل إنه "كان من أكثر المحافظين عدوانية في التصدي للوباء".
في 3 مارس، عندما لم يكن لدى الدولة حالات مؤكدة، اتخذ دي واين قرارًا بإلغاء مهرجان أرنولد الرياضي، وهي خطوة قالت واشنطن بوست إنها تبدو جذرية في ذلك الوقت.   كان التأثير الاقتصادي المقدر للدولة 53 مليون دولار.
في 5 مارس، عندما لم يكن لدى الولاية أي حالات مؤكدة، عقد دي واين وأكتون قمة حول استعداد الولاية ومسؤولي الصحة العامة في الولاية لكوفيد-19. 
أعلن دي واين حالة الطوارئ في 9 مارس في حين أن الولاية لديها 3 حالات فقط. في نفس اليوم طلب من الكليات والجامعات الذهاب إلى دروس التعليم الإلكتروني. في غضون أيام اتخذت العديد من الكليات والجامعات خطوات للامتثال.
في 12 مارس، أعلن دي واين أن جميع المدارس من K-12 ستغلق لمدة 3 أسابيع، بدءًا من 16 مارس. كان أول حاكم يعلن إغلاق المدارس على مستوى الولاية.  قامت إدارة التعليم بولاية أوهايو بتحديث مبادئها التوجيهية لضمان حصول أطفال المدارس على وجبات الطعام، معلنة أن كل منطقة ستتخذ قرارات مستقلة بشأن تقديم وجبات إفطار وغداء مخفضة ومجانية للطلاب خلال فترة الراحة، ولكن تشجيع المناطق على ضمان تلبية الاحتياجات وذكر أن القسم سيستمر في تسديد المناطق للوجبات المقدمة أثناء الإغلاق.
أيضًا في 12 مارس، فرضت مديرة وزارة الصحة بولاية أوهايو إيمي أكتون حظرًا على التجمعات التي تضم أكثر من 100 شخص، مع استثناءات في المطارات وأماكن العمل والمطاعم والتجمعات الدينية وحفلات الزفاف والجنازات. على الرغم من وجود ثلاث عشرة حالة مؤكدة فقط في ذلك الوقت، كان مسؤولو ولاية أوهايو يتوقعون وجود أكثر من 100000 حالة في الولاية. قارنت أكتون، مديرة وزارة الصحة، العدد الصغير من الحالات بـ «رؤية نجمة ومعرفة أن الضوء هو لحظة من الماضي العميق»  حيث جادلت لأوهايو لاتخاذ خطوات لمنع المزيد من الإصابات التي يمكن أن تفرط في المستشفيات في الولاية. ووصفت ممثلة الولاية إميليا سايكس أكتون بأنها «أفضل لاعب حقيقي في الاستجابة لفيروس كورونا في أوهايو».

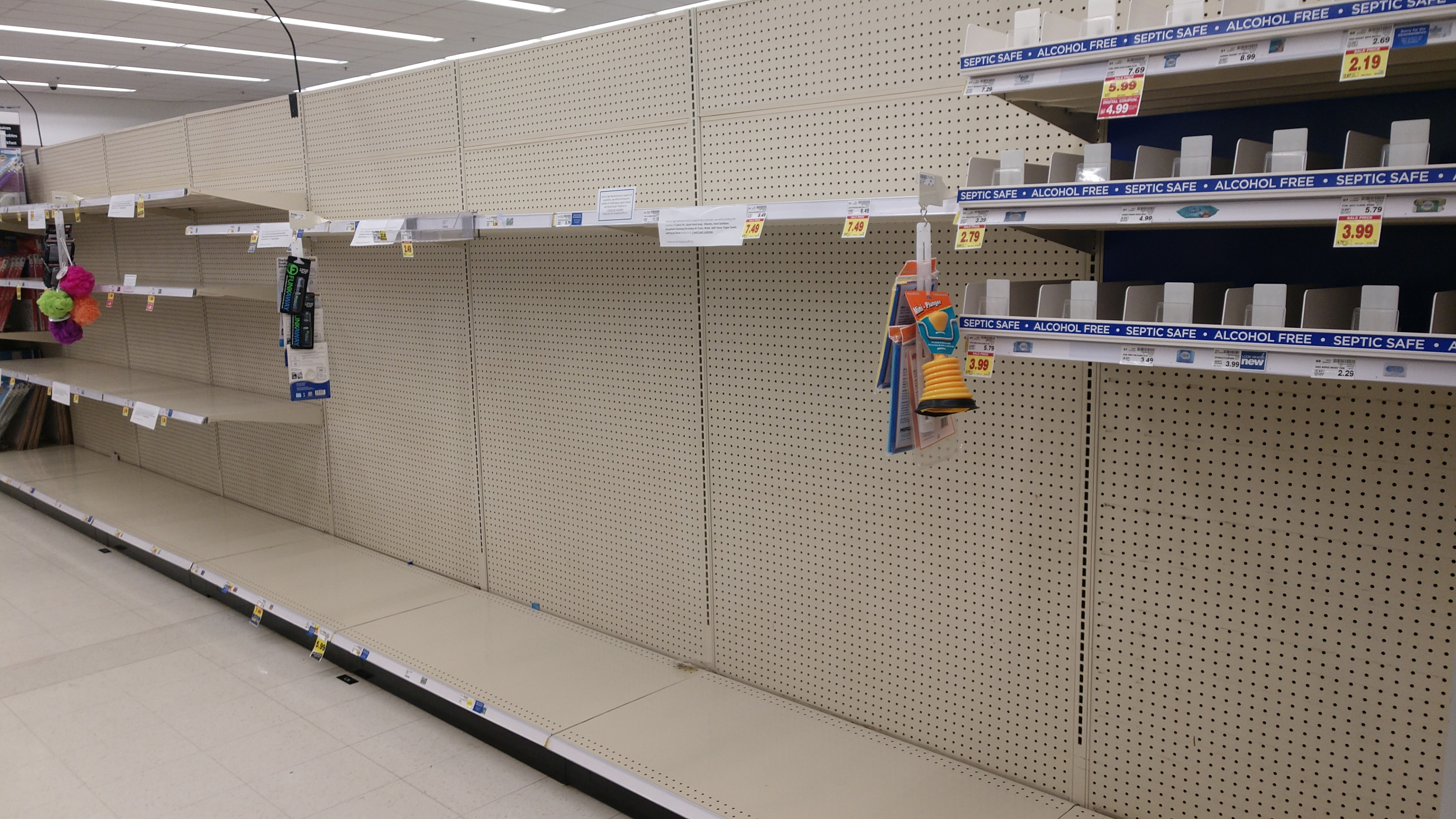
تم إزالة الأرفف من أنسجة الوجه في 15 مارس

أمر دي واين وأكتون بإغلاق جميع الحانات والمطاعم ابتداءً من الساعة 9:00 مساءً بتوقيت شرق الولايات المتحدة في 15 آذار (مارس) 2020، قائلين إن الحكومة «شجعت المطاعم على تقديم خدمة التوصيل» ولكن «لن يُسمح لها بتجميع الأشخاص في الأنشطة التجارية».  وقال دي واين إنه «قلق من أنه مع حلول عيد القديس باتريك يوم الثلاثاء، سيتجاهل الناس التحذيرات ويخرجون إلى الحانات». كان من المتوقع أن يؤثر إغلاق مطاعم الولاية المقدرة بـ 22000 مطعم على حوالي 500.000 عامل. وضع دي واين برنامجًا لإعادة شراء المشروبات الكحولية  ووسعت تأمين البطالة في أوهايو لتغطية عمال المطاعم المسرحين. تنازلت الدولة عن فترة الانتظار المؤهلة وكذلك شرط أن الأفراد الذين يتلقون إعانات البطالة يجب أن يبحثوا عن عمل جديد. كما امتد العمل ليشمل العمال الخاضعين للحجر الصحي أو العاملين في مجال الرعاية الصحية. أعلن دي واين عن نيته إغلاق الحضانات النهارية وأوصى الآباء بإخراج أطفالهم من الرعاية النهارية إن أمكن. 
قال دي واين عن الإغلاق: 
مايك دي واين
يمكن للمنشآت أن تبقى مفتوحة لطلبات التوصيل. ما لا يمكن أن نحصل عليه هو تجمع الناس والجلوس. كل يوم نتأخر، سيموت المزيد من الناس. إذا لم نتصرف ونقطع مسافة بين الناس، فلن يصمد نظام الرعاية الصحية لدينا في ولاية أوهايو. لن تكون الخسارة هي تلك التي تأثرت في فيروس كورونا فحسب، ولكن الخطر أيضًا على كل من يحتاج إلى رعاية في المستشفى لقضايا أخرى ".
أكتون أكّدت على أهمية تطبيق إستراتيجية «تسطيح المنحنى» قائله: 
ايمي أكتون
| ” | الإقتباس | “ |
|   | — القائل |   |

عندما تكون أنظمة المستشفى لدينا مرهقة، فهذا يعني أنه إذا كانت لديك ولادة تخطط لها، أو إذا كنت في حادث سيارة وتحتاج إلى المستشفى، إذا كنت تعاني من سكتة دماغية، حتى لو لن تصاب أبدًا فيروس كورونا، فالناس في هذا البلد يمكن أن يموتوا بسبب شيء غير الفيروس.
في 16 مارس، حظر دي واين التجمعات لأكثر من 50 شخصًا وفي 17 مارس أمر بتأجيل جميع العمليات الجراحية الاختيارية. بشكل مثير للجدل، أشارت حكومة الولاية إلى أن ذلك يشمل عمليات الإجهاض. في 18 مارس، أعلن دي واين أن 181 موقعًا ل BMV مكتب أوهايو للسيارات ستغلق حتى إشعار آخر. ستبقى خمسة مفتوحة لمعالجة طلبات رخصة القيادة التجارية والتجديد. طلب دي واين من المجلس التشريعي للولاية تمرير فترة سماح للأشخاص الذين انتهت صلاحية تراخيصهم. تم إغلاق صالونات الحلاقة وصالونات الوشم. يجب على الشركات التي تبقى مفتوحة أن تقيس درجة حرارة كل موظف كل يوم قبل أن يبدأوا العمل وإرسال أي شخص لديه درجة حرارة تزيد عن 100.4 درجة فهرنهايت؛ حذر دي واين من أنه إذا لم تلتزم الشركات، فسوف يغلق جميع الأعمال غير الضرورية.  أعلن العمدة أندرو جينثر حالة الطوارئ في كولومبوس ، أوهايو.

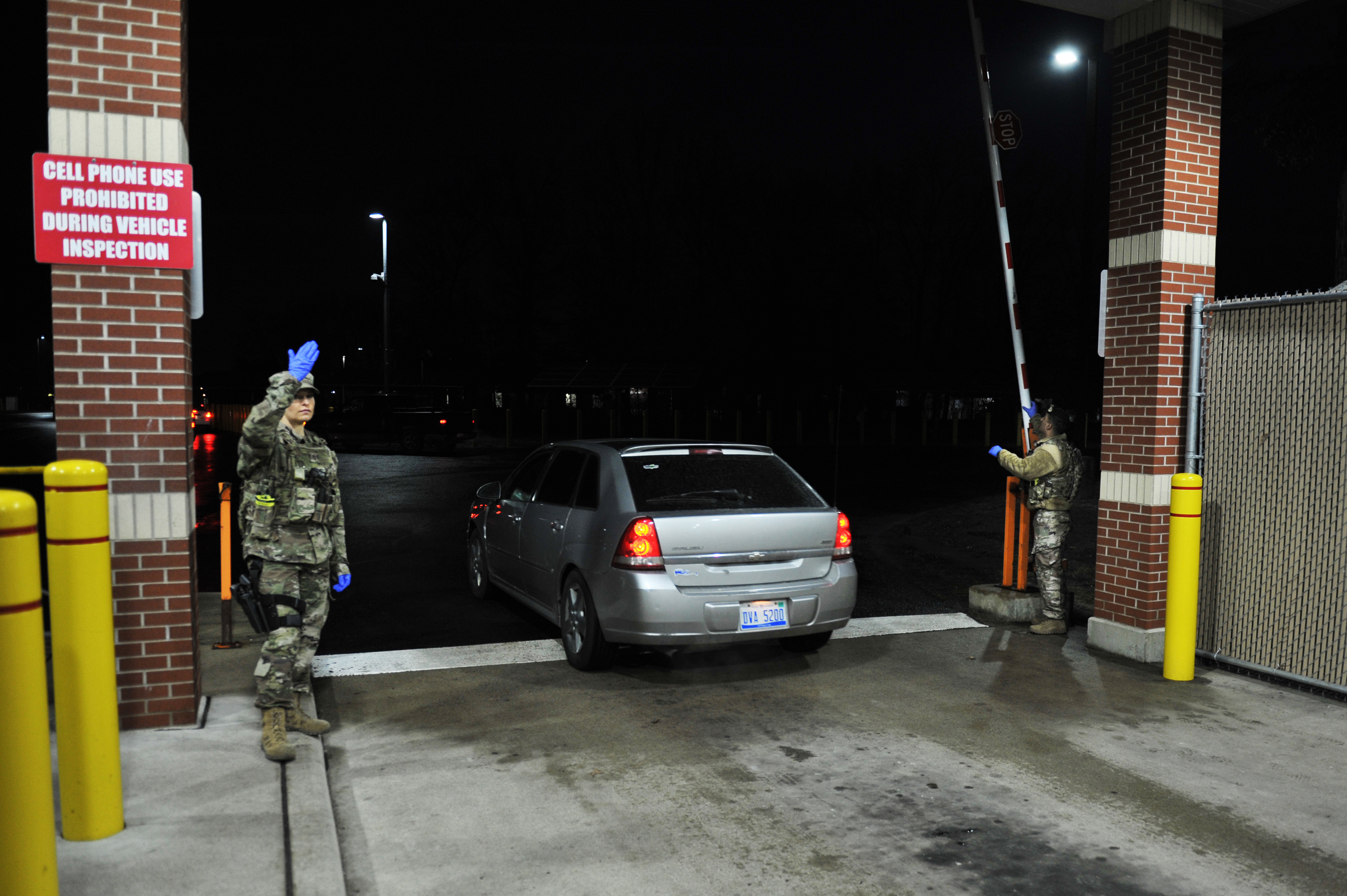
يرتدي أفراد الحرس الوطني بولاية أوهايو قفازات واقية أثناء مراقبة المركبات القادمة.

في 19 مارس، وقع الحاكم دي واين إعلانًا رسميًا لتنشيط الواجبات سيعمل على تفعيل 300 فرد من الحرس الوطني في أوهايو للمساعدة في الجهود الإنسانية. في 20 مارس أمر دي واين إغلاق مراكز كبار السن بحلول 23 مارس.  في اليوم التالي أغلق خدمات كبار السن التي تخدم أكثر من عشرة أشخاص في وقت واحد، قائلاً إن أخر يوم من إقفالها هو اخر يوم من توفير الرعاية لأخر شخص للتأكد من توفير الرعاية للجميع.
في 22 مارس، أصدر أكتون أمرًا بالبقاء في المنزل على مستوى الولاية ليكون ساريًا من منتصف الليل في 23 مارس إلى 6 أبريل، مما يتطلب إغلاق الشركات غير الضرورية. أمر دي واين معظم مرافق رعاية الأطفال بالإغلاق اعتبارًا من 26 مارس. وافق مجلس الصيدلة في ولاية أوهايو على قيود على صرف الكلوروكين وهيدروكسي كلوروكوين لعلاج كوفيد-19.
قال دي واين أنه بسبب التداعيات الاقتصادية الناتجة عن عمليات الإغلاق، ستحتاج الولاية إلى إبطاء معدل الإنفاق ... بشكل كبير، "معلنة في 23 مارس تجميد التوظيف للدولة، وتجميد خدمات العقود الجديدة، واستمرار تجميد سفر موظفي الولاية. وطلب من أعضاء مجلس الوزراء إيجاد تخفيضات في الميزانية بنسبة 20٪. وفقًا لما ذكره حاكم اللفتنانت جون هاستد، فإن ولاية أوهايو ستوقف عن نشر أرقام البطالة بناءً على طلب إدارة ترامب.
في 24 مارس، أعلن جيم بريدنستين أنه سيتم نقل عدد من مرافق وكالة ناسا إلى المرحلة 4 حيث يتم إغلاق البنية التحتية غير الحرجة، بما في ذلك مركز جلين للأبحاث في كليفلاند، ومحطة بلوم بروك بالقرب من ساندوسكي.
قدّر أكتون في 24 مارس أن أوهايو كانت متأخرة من 7 إلى 14 يومًا عن ولاية نيويورك، والتي كانت في ذلك الوقت غارقة في الفيروس. في 26 مارس أعلن أكتون أنه تم اختبار 17,316 شخص من ولاية أوهايو. في 27 مارس، قال أكتون إن الدولة كانت تتوقع في ذلك الوقت أن تصل الحالات إلى الذروة في منتصف مايو عند 10000 حالة جديدة في اليوم.
في 25 مارس، أقرت الجمعية العامة لأوهايو مشروع قانون مجلس النواب 197، الذي يقوم بأشياء كثيرة، مثل تمديد التصويت الأساسي حتى 28 أبريل، وحظر مرافق المياه من قطع الخدمة، والتنازل عن الاختبارات الموحدة للمدارس العامة. 
في 28 مارس، طلب دي واين من إدارة الأغذية والأدوية FDA إصدار إعفاء طارئ لاستخدام التكنولوجيا الجديدة التي يمكن أن تعقم أقنعة الوجه.
في 2 أبريل، أعلن الحاكم دي واين خلال مؤتمره الصحفي اليومي أن هناك طريقة جديدة لتقسيم الولاية إلى مناطق لتوزيع سعة المستشفيات.
في 3 أبريل، مدد دي واين إقامة سكان ولاية أوهايو في المنزل حتى 1 مايو مع قيود جديدة: يجب إغلاق المعسكرات، ويجب على جميع شركات البيع بالتجزئة نشر لافتات تحد من عدد المسموح به في وقت واحد، وحفلات الزفاف تقتصر على 10 أشخاص. ينشئ الأمر أيضًا مجلسًا حكوميًا لتقييم ما هو عمل أساسي وما هو ليس ضروريًا.
في 4 أبريل، أوصت أوهايو بارتداء أقنعة وجه من القماش عند مغادرة المنزل كوسيلة لحماية الآخرين. وقع دي واين على أمر تنفيذي بإزالة متطلبات التدريب لمستشاري الصحة العقلية والزواج لجعل زيارات الخدمات الصحية عن بعد أكثر سهولة في الوصول إليها.
في 6 أبريل، قام دي واين بتسمية ستة مرافق سيتم تحويلها إلى مرافق رعاية صحية إذا لزم الأمر: مركز دايتون للمؤتمرات، ومركز ديوك للطاقة في سينسيناتي، ومركز كولومبوس الكبير للمؤتمرات، ومركز مؤتمرات سيجيت في توليدو، حرم جامعة كيس ويسترن للتربية الصحية في كليفلاند. ومركز كوفللي للمؤتمرات في يونغس تاون. أيضًا في 6 أبريل، قام رئيس مجلس النواب في ولاية أوهايو لاري هاوسهولد بتسمية 24 مشرعًا في فريق عمل مخصص لدراسة كيف يمكن لمجلس النواب تسريع الانتعاش الاقتصادي.
في 9 أبريل، أصدرت وزارة الصحة بولاية أوهايو فيديو يوضح تأثير الابتعاد الاجتماعي الذي انتشر.   وفقًا لصحيفة واشنطن بوست :
| ” | الإقتباس | “ |
|   | — القائل |   |

بحلول 14 أبريل، كانت أوهايو تتوقع أن تحدث الذروة في 19 أبريل.
في 20 أبريل، أعلن المحافظ دي واين أن مدارس K-12 في ولاية أوهايو ستظل مغلقة حتى نهاية العام الدراسي.

### إعادة الفتح
في 14 أبريل، قال دي واين أنه لا يستطيع تخيل أي أعمال تُعاد فتحها دون أن يرتدي الموظفون الأقنعة. أعلن دي واين في 16 أبريل أن بعض عمليات إعادة الافتتاح ستبدأ في 1 مايو.

### فعالية استجابة الحكومة
في 26 مارس، قال أكتون أن الإجراءات التي تم تنفيذها في ولاية أوهايو قد قللت التأثير على نظام الرعاية الصحية في الولاية بنسبة 50 إلى 75 ٪.   في 27 مارس، توقع أكتون أن تصل حالات أوهايو إلى ذروتها في منتصف مايو عند 10000 حالة في اليوم.  بحلول الأسبوع الأول من أبريل، ونسبت امتثال أوهايو لطلبات التباعد الاجتماعي، كانت قد عدلت العرض إلى منتصف إلى أواخر أبريل أو أوائل مايو. في 8 أبريل، قال أكتون أن فعالية الابتعاد الاجتماعي والجسدي التي يتم دمجها أدت إلى إسقاط منقح لذروة جديدة من 1600 حالة جديدة في اليوم في أواخر أبريل.
قالت صحيفة واشنطن بوست في 9 أبريل إن أوهايو «كانت تدرك فوائد التدخل المبكر في الوباء من قبل حكومتها والمجتمع الطبي»، مع أقل من 1/3 عدد الحالات و «جزء صغير من الوفيات» مثل إلينوي، بنسلفانيا ، وميشيغان ، جميع الولايات المجاورة ذات الحجم المقارن. 

### انتقاد رد فعل الحكومة
في حين أشادت وسائل الإعلام المتعددة بأوامر دي واين وأكتون ، اعترضت مجموعة مكونة من 75 شخصًا على القيود المفروضة على العمال غير الضرورية خارج مقر الولاية خلال مؤتمرهم الصحفي في 9 أبريل. نُظم احتجاج آخر في 13 أبريل / نيسان ، وعلق الصحفيون بأنه يمكن سماع المتظاهرين و «ضربوا على النوافذ» خلال المؤتمر الصحفي. تضمنت الاحتجاجات في 18 أبريل صورًا معادية للسامية ، مثل لافتة تظهر فأرًا يرتدي يارمولكي ونجمة داود مع تسمية توضيحية تقول «الطاعون الحقيقي».
في 16 أبريل 2020، رفع مالك متجرللزفاف في كولومبوس ، ممثلاً بمركز 1851 للقانون الدستوري ، دعوى قضائية ضد أكتون لانتهاكه الحقوق الدستورية لمالك المتجر لأن أمر البقاء في المنزل لم يقدم «أي عملية ذات مغزى بعد الإغلاق مضمنة في تحديد ما إذا كان العمل» أساسيًا«ويمكن إعادة فتحه» وطلب أن تصدر المحكمة«أمر تقييد مؤقتًا يتطلب من الدولة توفير جلسة استماع فورية للأعمال التي أغلقتها الحكومة ، والتي يجب على المسؤولين فيها تحديد سبب الأعمال ليست ضرورية».

### الانتخابات التمهيدية
كان من المقرر إجراء انتخابات أوهايو 2020 التمهيدية يوم الثلاثاء ، 17 مارس. عقد دي واين وأكتون ووزير الخارجية فرانك لاروز مؤتمرا صحفيا بعد ظهر يوم الاثنين 16 مارس لتغطية الاحتياطات التي يجري اتخاذها للانتخابات الأولية في اليوم التالي.  أصدر لاروز أمرًا لمجالس انتخابات المحافظات مما سمح بالتصويت.
أوصى دي واين بدفع الانتخابات التمهيدية إلى شهر يونيو  لكنه لم يعتقد أن لديه السلطة لتغيير التاريخ. سعى دي واين ولاروز إلى أمر محكمة لإغلاق الانتخابات ، بعد أن قدمت جوديث براكمان ، مديرة قسم الشيخوخة السابقة في ولاية أوهايو دعوى في محكمة مقاطعة فرانكلين للنداءات العامة لتأجيل الانتخابات ، لكن القاضي ريتشارد أ. فري نفى ذلك ، قائلاً إنها وضع «سابقة رهيبة» ويمثل قاضيًا يعيد كتابة قانون الانتخابات قبل ساعات من الانتخابات.
أكتون ، الذي وفقًا لـ كولومبوس ديسباتش «يتمتع بسلطات هائلة أثناء الطوارئ الصحية»، أعلن في النهاية في الساعة 10:08 مساءً أنه سيتم إغلاق الاستطلاعات باعتبارها «حالة طوارئ صحية».   أعلن دي واين أن ولاروز «ستسعى للحصول على تعويض من خلال المحاكم لتمديد خيارات التصويت بحيث يتم منح كل ناخب يريد التصويت تلك الفرصة».
تم رفع دعوى في المحكمة العليا في ولاية أوهايو لإلغاء إجراء أكتون من قبل محامي بيريسبورغ أندي مايل نيابة عن مرشح لقضاء المناشدات العامة لمقاطعة وود، كوري سبيواك. أمرت محكمة الولاية بالرد على الدعوى بحلول الساعة 1:30 من صباح الثلاثاء قائلة "بسبب الظروف الملحة ، سيتم البت في هذه المسألة في الشكوى والرد. لا تُقدم أي طلبات أو شروط لتمديد الوقت ، ويرفض كاتب المحكمة تقديم أي طلبات أو شروط لتمديد الوقت. قدم المدعي العام في أوهايو ديف يوست والمحامي العام بنيامين م. فلاورز إجابة نيابة عن لاروز. صدر قرار ينفي الأمر من أربعة قضاة. الثلاثة الذين لم يشاركوا في القرار كانوا جوديث فرنش وشارون كينيدي، وكلاهما خاض الانتخابات لإعادة انتخابه ، وبات دي واين ، وهو نجل الحاكم.

## استجابة القطاع الخاص
في أواخر شهر مارس ، طورت معهد باتيل التذكاري في كولومبوس تقنية لتعقيم أقنعة N95 لإعادة استخدامها ، بهدف توفير 160.000 قناع يوميًا في ولاية أوهايو وإرسال آلات تعقيم إلى مناطق أخرى في الولايات المتحدة. وافقت إدارة الغذاء والدواء الأمريكية في 29 مارس على التكنولوجيا للاستخدام المحدود لما يصل إلى 10.000 عملية تعقيم يوميًا. أصدر دي واين بيانًا صحفيًا يدين هذا القرار بعد ظهر ذلك اليوم. في وقت لاحق يوم 29 مارس ، غيرت إدارة الغذاء والدواء موقفها ، وسمحت بالاستخدام الكامل للتكنولوجيا. 
تحولت أعمال الأميش إلى إنتاج أقنعة الوجه والدروع. كانت حدائق برلين في ميللرزبورغ، التي تصنع عادة أثاث الحدائق ، تنتج 100.000 واقٍ للوجه يوميًا بحلول 10 أبريل.
أعلنت شركة جوجو للصناعات أنها ستعطي الأولوية للمستشفيات وأول المستجيبين لمطهر Purell اليد.

## الاستعداد
وفقًا لـ أكتون ، اعتبارًا من 24 مارس ، كان لدى أوهايو 3600 سريرًا لوحدة العناية المركزة وستحتاج إلى زيادة هذه السعة بنسبة 50 ٪.   يحتاج حوالي 26٪ من المرضى في أوهايو إلى دخول المستشفى ويحتاج حوالي 11٪ منهم إلى رعاية مكثفة. اعتبارًا من 24 مارس ، كانت مستشفيات أوهايو عند 60٪ من طاقتها. في جنوب غرب ولاية أوهايو ، قال مديرو المستشفيات إن بإمكانهم زيادة الطاقة الاستيعابية بنسبة 20٪ إلى 50٪.
قالت أكتون في 24 مارس إن أوهايو تقوم بتحويل آلات التخدير إلى أجهزة تنفس ، مع الأخذ بعين الاعتبار المباني الأخرى التي يمكن تحويلها إلى مستشفيات مؤقتة ، وتحديد كيفية إعادة استخدام معدات الحماية الشخصية بأمان مثل الأقنعة. 

## الآثار

### على الإجهاض
في 17 مارس ، بعد أن أصدر أكتون أمرًا يحظر العمليات الجراحية غير الضرورية للحفاظ على معدات الحماية الشخصية (PPE)،  قال دي واين يجب تضمين عمليات الإجهاض إلا عندما تكون حياة المرأة الحامل في خطر. أرسل نائب المدعي العام جوناثان فولكرسون رسائل إلى ثلاثة من مقدمي خدمات الإجهاض لإجبارهم على الامتثال لحظر الدولة على الإجراءات الطبية غير الضرورية. حكم قاضي المحكمة الجزئية مايكل باريت لصالح منظمة الأبوة المخططة في 1 أبريل ، وأمر بتعليق الحظر لمدة أسبوعين. استأنفت ولاية أوهايو قرار باريت وطلبت منه تعليق أمره حتى يتم البت في الاستئناف ، وهو ما رفض القيام به. وأوضح المدعي العام في ولاية أوهايو ديف يوست فيما بعد أن جميع عمليات الإجهاض الطبي لا تزال مسموحًا بها ، وأن «الأطباء لا يزالون أحرارًا في إجراء عمليات الإجهاض الجراحية اللازمة لصحة الأم أو حياتها ، وكذلك عمليات الإجهاض الجراحية التي لا يمكن تأخيرها دون تعريض حقوق الإجهاض للمريض للخطر.» في 6 أبريل ، رفضت محكمة الاستئناف الأمريكية للدائرة السادسة طلب الدولة للاستئناف.

### على العمل
أفادت NPR في 24 مارس أن «ما يقرب من 140,000 شخص قدموا طلبات للحصول على إعانات البطالة في ولاية أوهايو الأسبوع الماضي مقارنة بأقل من 5000 شخص في الأسبوع السابق». في 7 أبريل ، عندما سئل عن التأخير في الإيداع ، قال اللفتنانت حاكم هاستد أنه تم توظيف أكثر من 500 موظف إضافي لمعالجة الطلبات ، مما رفع عدد موظفي إدارة ولاية أوهايو للخدمات والخدمات العائلية إلى 829 موظفًا. 

### على التعليم

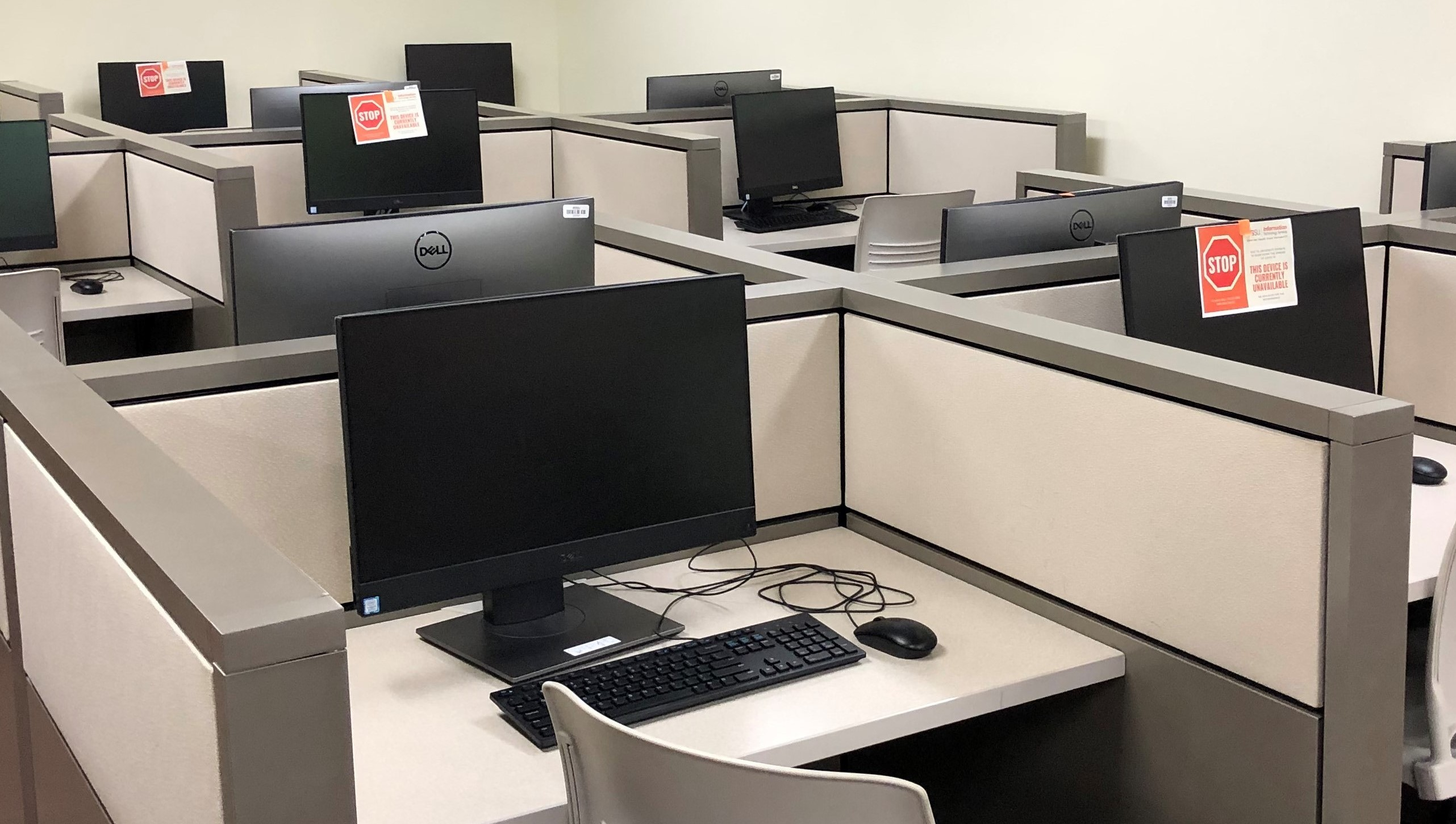
تم اتخاذ إجراء التباعد الاجتماعي في مختبر كمبيوتر جامعي في 13 مارس.

في 10 مارس ، طلب دي واين من الكليات والجامعات الالتحاق بالصفوف الالكترونية.  في غضون عدة أيام ، أعلن العديد من الكليات والجامعات الخاصة والعامة عن إغلاق الحرم الجامعي والانتقال إلى الفصول عبر الإنترنت.    في 12 مارس أغلق دي واين جميع مدارس K-12 بدءًا من 16 مارس.  وفي 30 مارس / آذار مدد عمليات الإغلاق هذه حتى 1 مايو. في 20 أبريل ، أمر بإغلاق جميع مدارس K-12 في الولاية لبقية العام الدراسي 2019-2020 

### على الدين
أوقف المؤتمر الكاثوليكي في أوهايو جميع الجماهير العامة في أوهايو من 16 مارس حتى عيد الفصح في أقرب وقت ، مستغنيًا عن الالتزام بحضور قداس الأحد من خلال عيد الفصح.  تحولت كنيسة جنوة المعمدانية في ويسترفيل ، أوهايو إلى محرك أقراص في التنسيق. حث أسقف مؤتمر شرق أوهايو للكنيسة الميثودية المتحدة على الإغلاق المؤقت للكنائس الميثودية. ونصحت لجنة التوجيه الأميشية في ولاية أوهايو جميع مقاطعات الكنيسة بالالتزام بأوامر الدولة ضد التجمعات التي تزيد عن 10، قائلة للأميش «إلغاء أو تأجيل حفلات الزفاف والشباب والتجمعات العائلية حتى إشعار آخر». 

### على قطاع المطاعم

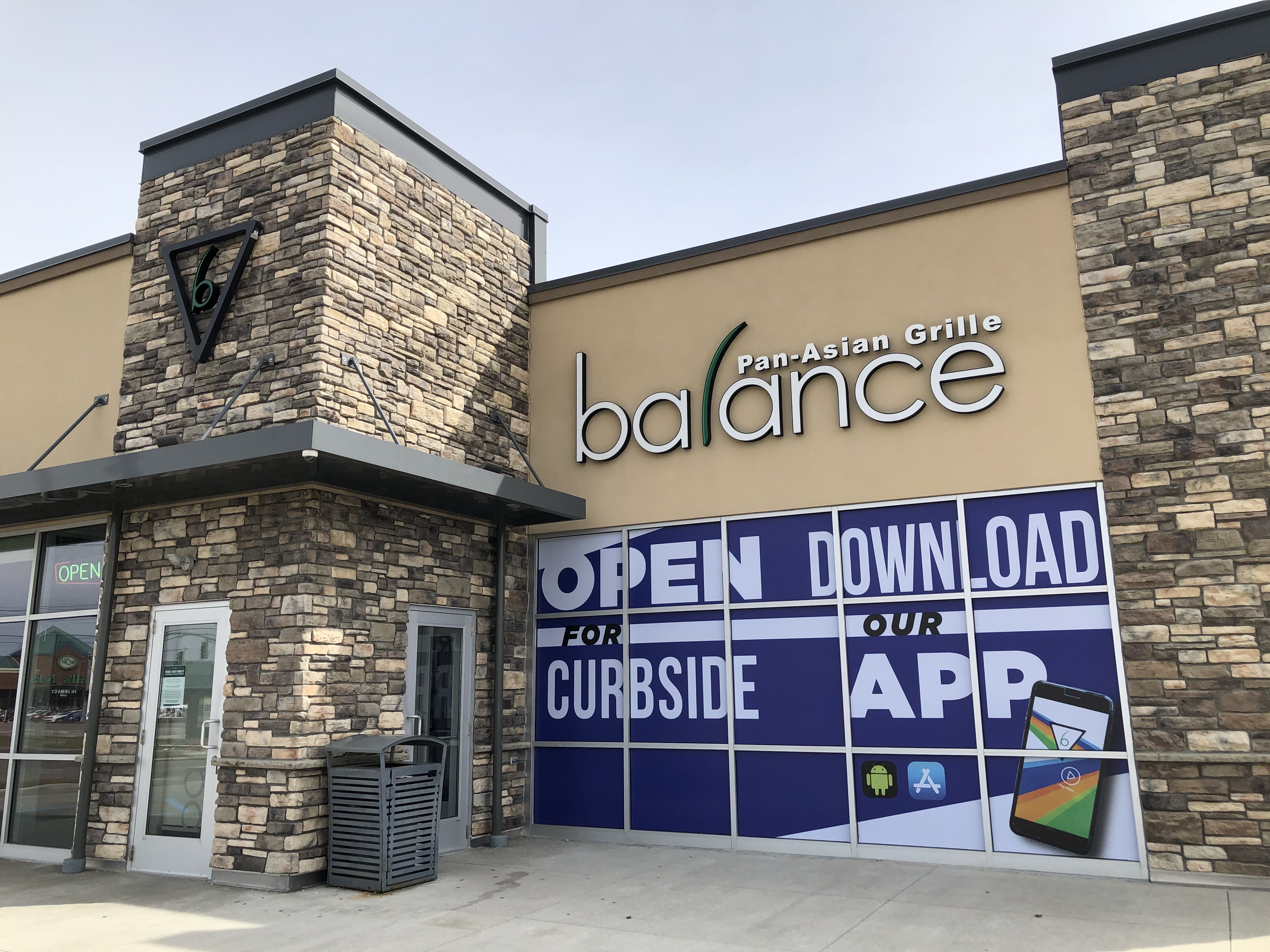
مطعم في بيريسبورغ بولاية أوهايو عادةً ما يجلس ، للإعلان عن الطلبات الخارجية أثناء الوباء.

أثر إغلاق المطاعم والحانات على 22.000 مطعم في جميع أنحاء الولاية و 500.000 عامل. في 20 مارس ، دعت مجموعة من أصحاب المطاعم في سينسيناتي الحكومة الفيدرالية إلى توفير 225 مليار دولار لإنقاذ صناعة المطاعم الأمريكية.

### على الرياضات
تأثرت معظم الفرق الرياضية بالولاية. بدأت العديد من البطولات تأجيل أو تعليق مواسمها بدءًا من 12 مارس. ألغى دوري البيسبول الرئيسي ما تبقى من تدريب الربيع في ذلك التاريخ ، وفي 16 مارس ، أعلنوا أن الموسم سيتم تأجيله إلى أجل غير مسمى ، بعد توصيات مركز السيطرة على الأمراض لتقييد الأحداث لأكثر من 50 شخصًا في الأسابيع الثمانية المقبلة ، مما يؤثر على كليفلاند إنديانز وسينسيناتي ريدز. أيضًا في 12 مارس ، أعلن الاتحاد الوطني لكرة السلة أن الموسم سيتم تعليقه لمدة 30 يومًا ، مما يؤثر على كليفلاند كافالييرز. في دوري الهوكي الوطني، تم تعليق الموسم لفترة غير محددة من الوقت ، مما أثر على كولومبوس بلو جاكيتس.
في الكليات الرياضية والرابطة الوطنية لرياضة الجامعات إلغاء كل من فصل الشتاء والربيع من البطولات، أبرزها قسم I الرجال والنساء بطولات كرة السلة الصورة، مما يؤثر على الكليات والجامعات على مستوى الولاية. في 16 مارس ، ألغت الرابطة الوطنية للناشئين في الكلية الرياضية بقية مواسم الشتاء بالإضافة إلى مواسم الربيع.
أعلن متنزه Summit Motorsports Park أنهم سيتجاهلون الإقامة في المنزل في 16 أبريل ، وسيعاد افتتاحهم لموسم 2020.  في جلسة عُقدت في مجلس النواب بولاية أوهايو، شهد صاحب الحديقة معتقداته بأن إغلاق الشركات كان لأسباب سياسية أكثر منه لأسباب صحية ، وأنه كان هناك تفويض على الصعيد الوطني لتحديد كل حالة وفاة في الولايات المتحدة. من أمريكا بسبب كوفيد-19. 

### على وسائل النقل العام

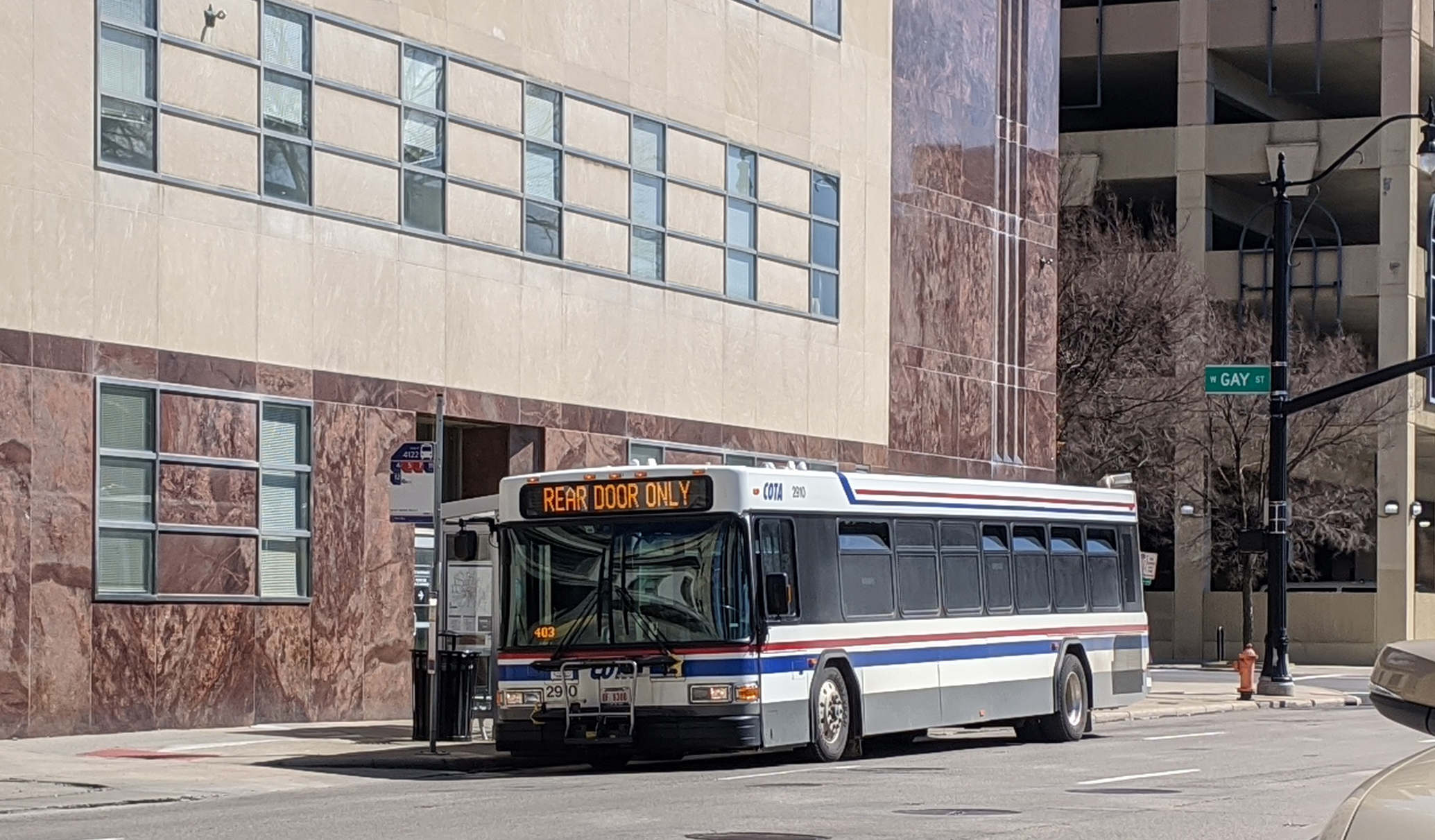
تقوم حافلات COTA بإبلاغ الدراجين باستخدام الأبواب الخلفية فقط

في أوائل شهر مارس ، عندما بدأ الوباء في التأثير على كولومبوس ، بدأ ركاب النقل العام في المدينة في الانخفاض ، حوالي 40 بالمائة. بدأت وكالة النقل العام التابعة لها COTA بإدخال إجراءات تنظيف شاملة ، تليها تقليل العديد من خدمات ساعات الذروة في 17 مارس. في 19 مارس ، أوقفت جمع الأجرة ، مما جعل جميع الرحلات مجانية مؤقتًا ، وطلب من الركاب الصعود إلى الحافلات ومغادرتها من الأبواب الخلفية. وفي نفس اليوم ، قامت أيضًا بتعديل جميع خطوط ساعات الذروة ، وعلقت خدمات AirConnect و Night Owl. في 20 مارس ، أوصت الوكالة باستخدام خدماتها للسفر الأساسي فقط. بعد ذلك بيومين ، أغلقت العديد من خدمات ساعة الذروة وخفضت ترددات تسعة خطوط كروسستاون. في 24 مارس ، أوقفت جميع خدمات ساعة الذروة حتى إشعار آخر. في 26 مارس ، بدأت الوكالة «خدمة ديناميكية» لالتقاط العملاء الذين تركوا في محطات الحافلات بواسطة حافلات ممتلئة للغاية ؛ السياسة الحالية للوكالة هي بحد أقصى 20 راكبا لكل حافلة.
بحلول 11 أبريل ، بدأت هيئة النقل الإقليمية لمنطقة توليدو في مطالبة الركاب بارتداء أغطية الوجه.

### على السجون
في 8 أبريل ، وصل الحرس الوطني إلى سجن إلكتون الفيدرالي في مقاطعة كولومبيانا لمساعدة الطاقم الطبي عندما أصيب عدد كبير من السجناء بالفيروس. في 18 أبريل / نيسان ، وصل الحرس الوطني ودورية الطريق السريع إلى سجن الولاية في مقاطعة ماريون للمساعدة في «المهام الحرجة للمهمة» بعد إصابة العاملين في الإصلاحيات والسجناء. بحلول 19 أبريل ، كان أكثر من 1800 سجين في مؤسسة ماريون الإصلاحية ، ما يقرب من 3/4 من السكان ، بالإضافة إلى 100 موظف لديهم نتائج إيجابية. بشكل عام ، كان لنظام السجون ما يقرب من 2500 حالة بحلول 19 أبريل ، في 20 أبريل ، قال أكتون إن نتائج اختبارات السجن تشير إلى أن ما يصل إلى 70 ٪ من الحالات قد تكون بدون أعراض.
في 22 أبريل ، كان سجن مقاطعة ماريون أعلى نقطة ساخنة للفيروس في البلاد ، واحتلت مؤسسة Pickaway الإصلاحية المرتبة الثانية. كانت مقاطعة ماريون أولاً في حالات نصيب الفرد في الدولة ، بينما كانت مقاطعة بيكواي الرابعة. تم تصميم نظام سجن أوهايو لاستيعاب حوالي 35000 سجين ، لكنه احتجز حوالي 49000 سجين في أبريل 2020.
في 22 أبريل ، أمر القاضي الفيدرالي جيمس س.جوين سجن إلكتون للتعرف على السجناء الضعفاء ونقلهم من المنشأة. وأمر المسؤولين «بتقييم أهلية كل عضو من الفئات الفرعية للانتقال خارج إلكتون بأي وسيلة ، بما في ذلك على سبيل المثال لا الحصر ، الإفراج الرحيم أو الإفراج المشروط أو الإشراف المجتمعي أو نقل الإجازة أو عدم الإجازة في غضون أسبوعين». وأشار إلى أنه «مع محدودية الاختبارات المتاحة بشكل مثير للصدمة وعدم القدرة على إبعاد النزلاء ، فإن كوفيد-19 سيستمر في الانتشار ، ليس فقط بين السجناء ، ولكن أيضًا بين الموظفين.» وأدان وزارة الإصلاحيات الفيدرالية ، متسائلاً «لماذا خصصت وزارة العدل لـسجن Elkton عددًا ضئيلًا جدًا من الاختبارات بينما تمكنت أوهايو من إجراء اختبارات جماعية ليس فقط على ماريون ، ولكن في مؤسسات متعددة؟» 